# Петеївці
Петеївці (словац. Petejovce) — колишнє село в Словаччині, на території теперішнього Стропківського округу Пряшівського краю. Зникло у 1965 році в результаті будови водосховища Велика Домаша у 1962-1967 роках. Із села залишився тільки цвинтар.
Кадастр села адміністративно належить до кадастра села Турани-над-Ондавою.

Церква Архангела Михаїла у селі Петеївці.
Зведена ймовірно у XVII ст.,
зруйнована у перш. пол. ХХ ст.

## Історія
Уперше згадується у 1595 році. У 1957 році в селі нараховувалось 38 хат. Частина мешканців переселилась у Турани-над-Ондавою.

## Населення
У 1880 році в селі проживало 113 осіб, з них 111 осіб вказало рідною мовою словацьку а 2 особи були німі, 83 греко-католиків, 26 римо-католиків, 4 юдеї. 
У 1910 році в селі проживало 187 осіб, з них 107 осіб вказало рідною мовою русинську, 30 словацьку, 115 греко-католиків, 60 римо-католиків, 11 юдеїв.